# Brennet (Unternehmen)
Die Brennet AG war ein 1888 gegründeter deutscher Hersteller von buntgewebten und stückgefärbten Bekleidungsstoffen, Bettwäsche und Berufsbekleidung in Familienbesitz mit Sitz in Wehr-Brennet, Landkreis Waldshut, Baden-Württemberg. Die Gesellschaft war ein vollstufiges Textilunternehmen, das jeden Produktionsschritt von der Garnherstellung bis zur Veredlung des Gewebes in ihren Werken am Hochrhein und im Wiesental selbst durchführte. Die Textilproduktion wurde zwischen 2011 und 2013 schrittweise aufgegeben und die Firma in eine Immobilienfirma umgewandelt. „Gegenstand der Unternehmens-Gruppe ist die Entwicklung, der Bau, die Instandhaltung und die Verwaltung von Gewerbe- und Wohnungsimmobilien, der Verkauf von Textilien sowie die Bewirtschaftung von Energie im Bereich Photovoltaik und Wasserkraft.“ Die Rechtsform ist nun die Gesellschaft mit beschränkter Haftung (GmbH).

## Unternehmensgeschichte

### Vorläuferunternehmen und Gründung
Die Anfänge des Unternehmens liegen im Jahr 1873, als Carl August Hipp, einer der Firmengründer, eine Ferggerei in Görwihl erwarb. Nachdem er schon zuvor handgewebte Stoffe aus dem Hotzenwald gekauft hatte, um sie in seiner Rottweiler Manufaktur veredeln und verkaufen zu lassen, war dies ein vorteilhafter Kauf. Im Jahre 1875 heiratete Anton Denk Hipps Schwester Anna Maria und kam so in Kontakt mit der Familie Hipp.
Nachdem die Handweberei durch die zunehmende Industrialisierung an Bedeutung verlor, erwarben Denk und Hipp zusammen mit Schenz, einem ehemaligen Lehrling von Carl Hipp, die Weberei "Fährländer & Bauer", diese war mit 100 Webstühlen ausgestattet, lag in der Nähe der Bahnlinie Waldshut–Basel, besaß die Möglichkeit zur Nutzung von Wasserkraft und einer arbeitswilligen Bevölkerung. Ein Jahr später war das Unternehmen "Mechanische Buntweberei Brennet, C.A. Hipp und Co." der größte Industriearbeitgeber am Hochrhein.
Drei Jahre später wurde die Buntweberei "Leupold & Cie" in Öflingen mit 200 Webstühlen übernommen. Im Jahre 1888 erfolgten die Umbenennung in "Mechanische Buntweberei Brennet" (MBB) sowie die Umwandlung in eine Aktiengesellschaft in Familienhand. Ein Jahr darauf erwarb die MBB die Weberei "Baumgartner & Co" in Wehr und baute diese dann zur Großweberei aus. 1894 folgte die Übernahme der Garnspinnerei "Krafftsche Kammgarnspinnerei Hausen", was eine eigene Garnproduktion ermöglichte. 1903 wurde im Werk Brennet die Ausrüstung eingerichtet.

### Pumpspeicherwerk
Zur Energieversorgung der Weberei hat Anton Denk in den 1920er Jahren ein Pumpspeicherkraftwerk errichten lassen. Das Hochbecken der Anlage hatte ein Fassungsvermögen von 18.000 m3 und lag auf dem Humbel, einer Bergkuppe mit 400 Höhenmetern westlich von Öflingen. Anfang 1925 ging das Pumpspeicherwerk in Betrieb. Nach den Anlagen in Heidenheim an der Brenz (1908), Neckartenzlingen (1914), Fridingen an der Donau (1921) und Tübingen (1923) war es das fünfte Pumpspeicherwerk in Deutschland. Ende 1932 kam es durch einen Dolineneinsturz zum Bruch des Hochbeckens, mangels Rentabilität wurde keine Reparatur durchgeführt, in den 1990er Jahren erfolgte der Rückbau.

### Investitionsvorhaben seit den 1920er Jahren
1927 ging auch die Weberei "Vortisch & Co." in den Besitz der MBB über und wurde in eine Mako-Spinnerei umgebaut.
Trotz der hohen Arbeitslosigkeit auf Grund der Weltwirtschaftskrise erreichte die MBB im Jahre 1932 mit 1760 Mitarbeitern einen Höchststand an Beschäftigung. 1937 erfolgte die Übernahme der "Lampertsmühle AG" in Kaiserslautern.
Große Investitionsvorhaben in den 50er und 60er Jahren waren die Erweiterung der Weberei in Brennet sowie die Errichtung der Färbereihalle und des Kesselhauses in Wehr.

### Seit der Umbenennung zur Brennet AG
1973 erfolgte die Umbenennung von der MBB zur Brennet AG. 1984 erwarb das Unternehmen ein Werksareal in Berlin. 1987 wurde Stephan Denk (* 2. Juni 1943) Vorstandsmitglied und 1991 auch Vorstandsvorsitzender. Damit ging die Brennet AG in die vierte Generation der Familie Denk über. In den folgenden zwei Jahrzehnten wurde am Hochrhein und im Wiesental saniert und investiert. 1995 wurden erstmals Haustarifverträge abgeschlossen.
1998 wurde die Webereiproduktion in Berlin stillgelegt und somit in Wehr zentralisiert. Im selben Jahr wurde in Hausen ein modernes und umweltschonendes Abfallentsorgungssystem installiert. 2001 wurde das Textilmuseum der Brennet AG gebaut. 2007 wurde nach 70-jähriger Zugehörigkeit zur Brennet AG die Spinnerei Lampertsmühle in Kaiserslautern in einem Management-Buy-Out-Verfahren den beiden Geschäftsführern Thomas Lange und Ludwig Junghäni übergeben.

### Schließung
Anfang Mai 2011 kam es im Brennet-Werk in Hausen zu einem Großbrand, bei dem rund 1.180 Tonnen Baumwolle verbrannten und ein Schaden in Millionenhöhe entstand. Teile des Gebäudes mussten abgerissen werden. Anfang November 2011 gab die Brennet bekannt, ihr Werk in Hausen aufgeben zu wollen. Die Produktion der Spinnerei wurde in der Folge am 31. März 2012 eingestellt. Kurz darauf wurde öffentlich, dass die Brennet den gesamten Betrieb zum Jahresende 2012 einstellen wird.
Im August 2012 wurde bekannt, dass Stephan Denk und Kurt Engelhardt unter derselben Adresse (Basler Straße 7 im Wehrer Stadtteil Brennet) die Brennet Fashion GmbH gegründet haben. 2013 wurde die Brennet Fashion GmbH von der schweizerischen AG Cilander übernommen, die die Marke BRENNET für qualitativ hochwertige Hemdenstoffe weiterführt.

## Werke
Das Unternehmen unterhielt drei Werke:
- In der Spinnerei in Hausen wurden bis Mai 2011 Baumwollgarne und Mischgarne (Polyester/Baumwolle) hergestellt. Die Spinnerei hatte 17 Kompaktringspinnmaschinen à 1008 Spindeln/Maschine. Es wurden ca. 1.135 Tonnen Garn pro Jahr produziert.
- Am Standort Wehr befanden sich das Vorwerk, die Garnfärberei und die Weberei. Im Vorwerk der Weberei wurden die Ketten für die Webmaschinen an Schärmaschinen, Kurzkettenschärmaschinen und Zettelmaschine hergestellt und dann in der Schlichterei geschlichtet. Die Weberei hatte 172 Jacquard-, Greifer- und Luftwebmaschinen. Jährlich wurden ca. 7,1 Mio. Meter Gewebe, bei durchschnittlich 30 Schuss/cm, produziert. 2013 wurde die Produktion eingestellt und bis Juli 2021 wurden die Werksgebäude vollständig abgerissen.[13]
- Im Werk Brennet befanden sich Ausrüstung, Lager, Versand sowie Verwaltung und Vertrieb. Jährlich liefen ca. 8,1 Mio. Meter Gewebe durch die Ausrüstung, davon 7,1 Mio. Meter unternehmenseigenes Gewebe, 0,5 Mio. Meter zugekauftes Gewebe und 0,5 Mio. Meter als Lohnausrüstung (für andere Unternehmen fremd ausgerüstetes Gewebe).
- Das Unternehmen betrieb mehrere Verkaufsstellen und betreibt noch ein Museum.

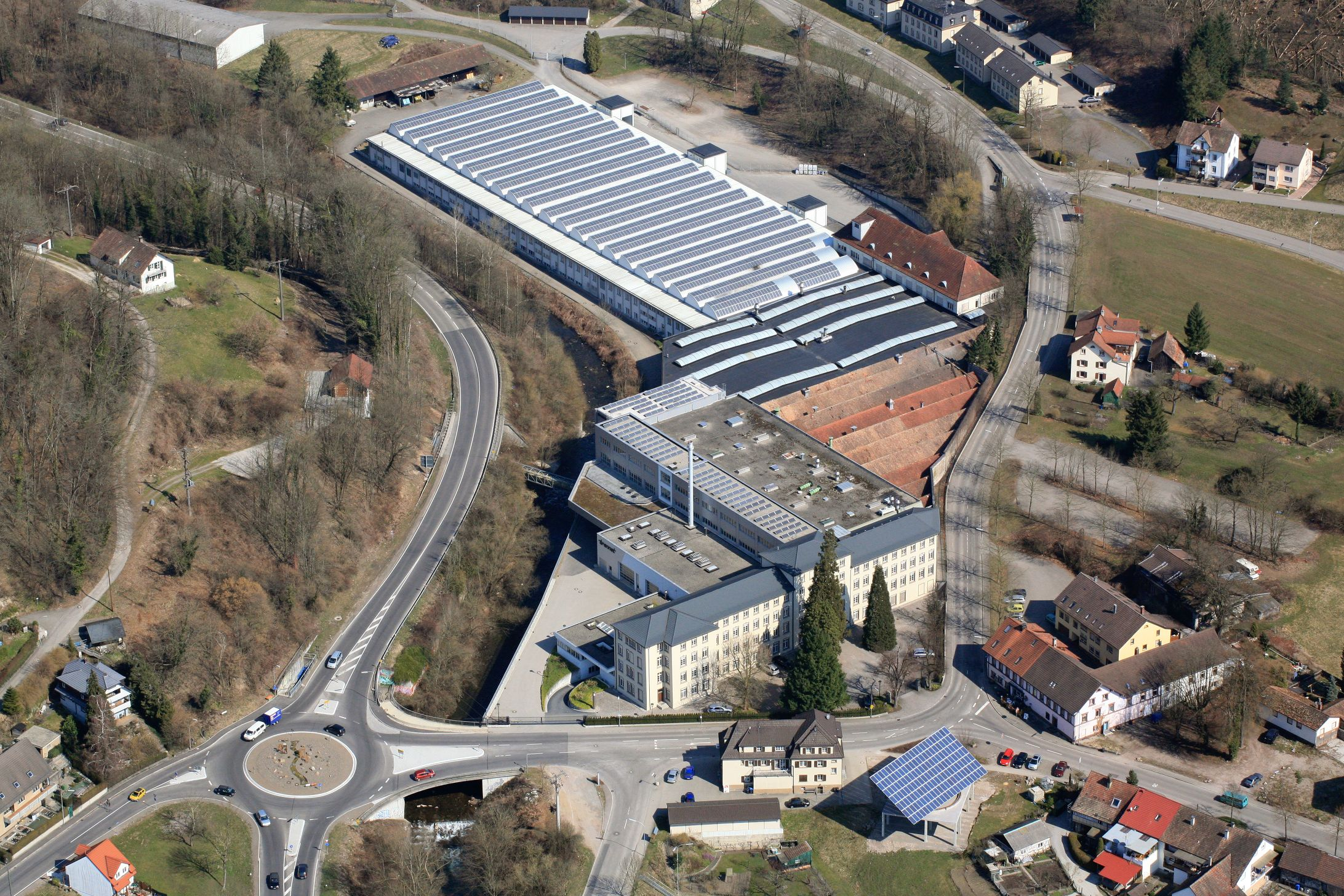
Luftaufnahme Werk Brennet
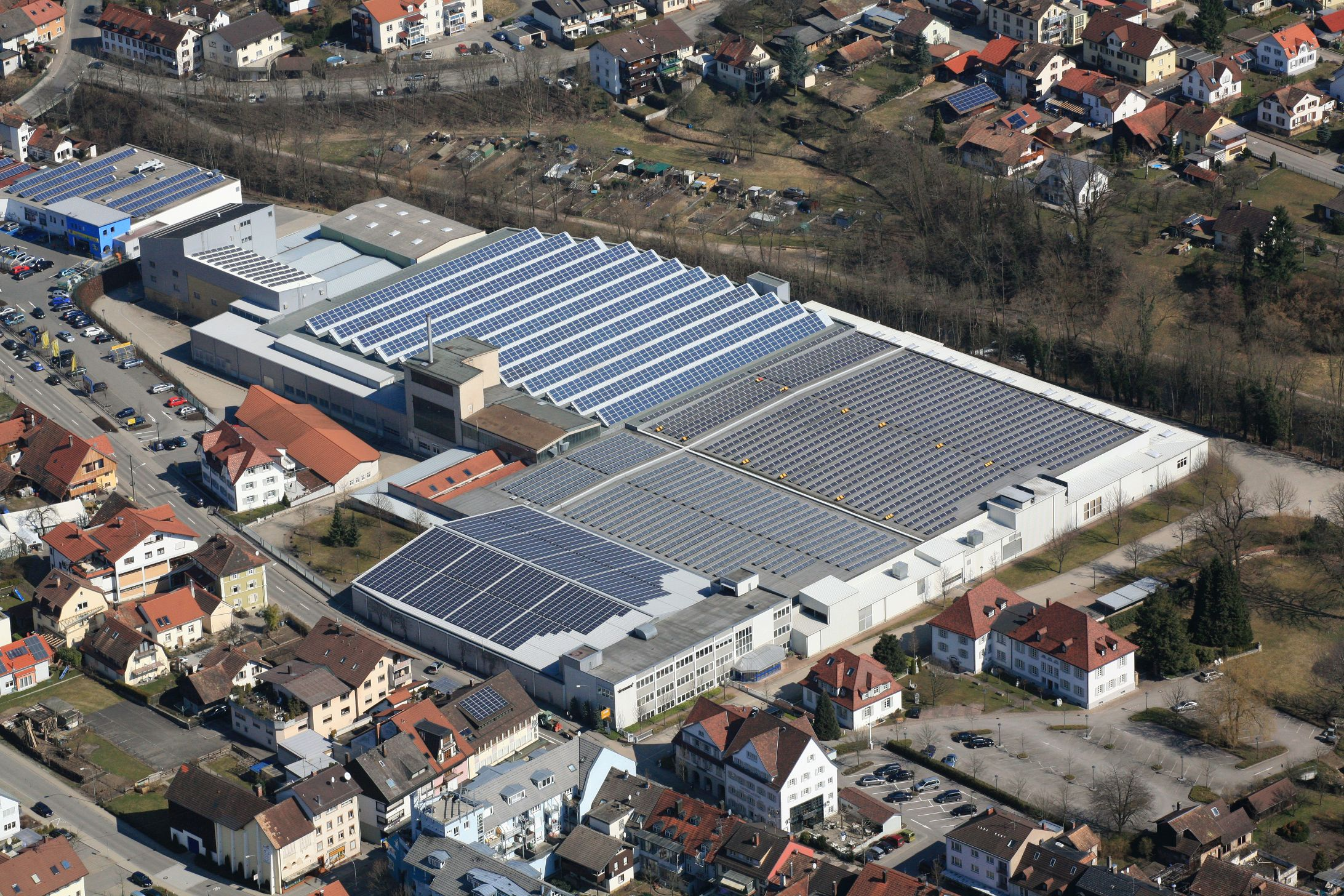
Luftaufnahme Werk Wehr
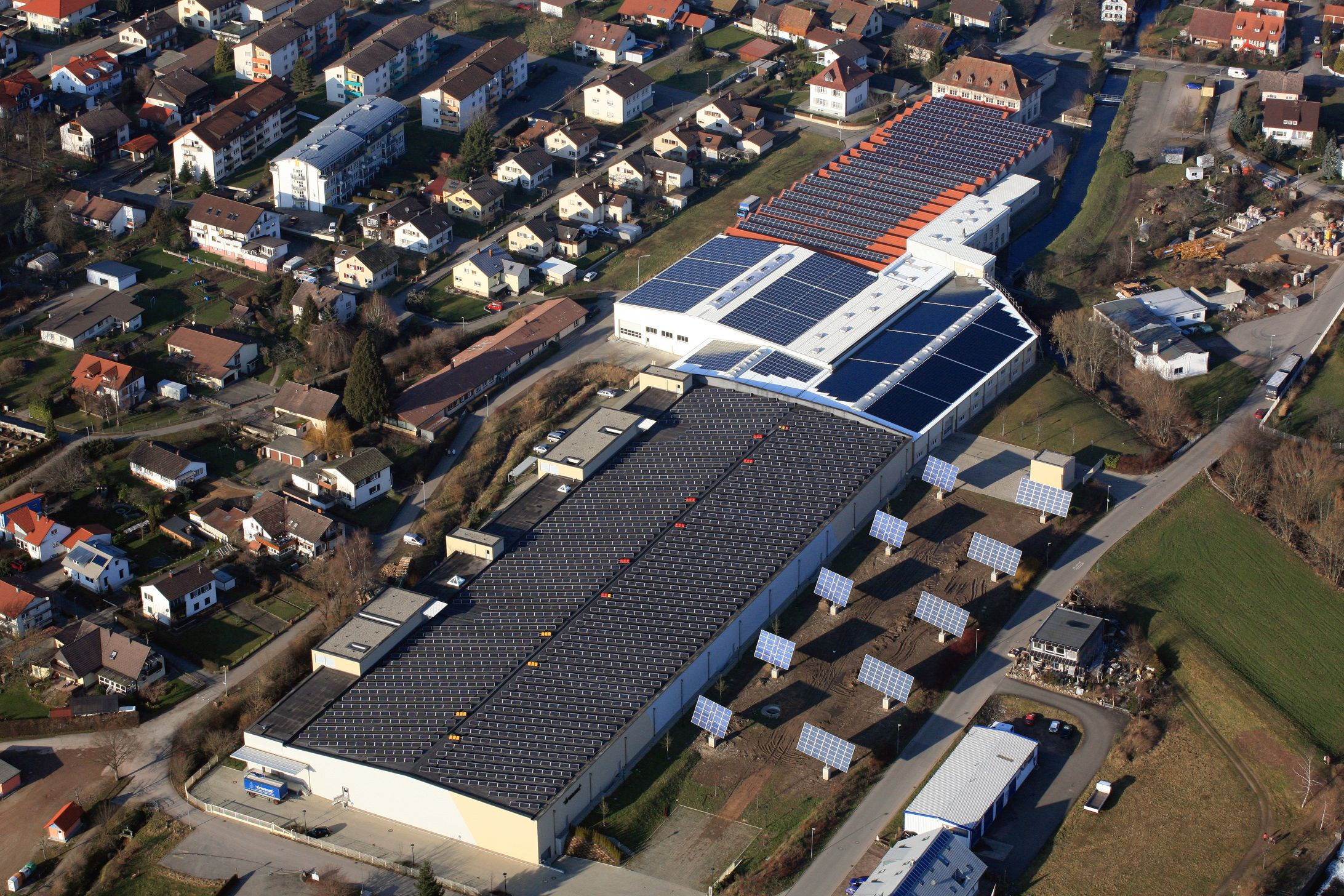
Luftaufnahme Werk Hausen